# Hromoš
Hromoš é um município da Eslováquia, situado no distrito de Stará Ľubovňa, na região de Prešov. Tem 13,35 km² de área e sua população em 2018 foi estimada em 498 habitantes.

## Demografia
| Ano:        | 1994 | 2004   | 2014   | 2024   |
| ----------- | ---- | ------ | ------ | ------ |
| Broj ljudi: | 520  | 527    | 517    | 515    |
| Razlika:    |      | +1,34% | -1,89% | -0,38% |

| Ano:               | 2023 | 2024   |
| ------------------ | ---- | ------ |
| Número de pessoas: | 509  | 515    |
| Diferença:         |      | +1,17% |